# ダッジ・チャージャー
チャージャー (Charger) はステランティスの一部門である「ダッジ」が販売している自動車。いわゆるマッスルカーの1つである（一般的な乗用車にスポーツカー風のボディを架装したスペシャルティカーとする場合もある）。1966年に初代モデルが登場し、2007年6月30日から2010年5月31日まで日本市場でも発売されていた。

## 概要
1960年代初頭、アメリカの自動車業界は空前のマッスルカーブームに沸いていた。
ゼネラルモーターズがポンティアックやオールズモビルから、フォード・モーターがマーキュリーからそれぞれリリースしたこれらのマッスルカーは売れに売れ、各社の売り上げに多大な貢献を果たしていた。
しかしダッジ・ダートで先鞭を切ってマッスルカーの火付け役となっていたはずのクライスラーは、これら後続して発表されたモデルに対抗しうるモデルをラインナップしておらず、完全に後塵を拝する形となってしまっていた。
チャージャーは当時大人気を博していたこれらのマッスルカーに対抗するために、クライスラーのマッスルカーの象徴として企画された。

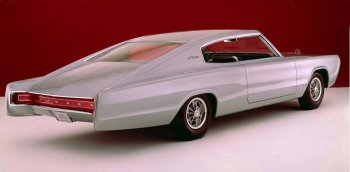
1965年型　ダッジ・チャージャーⅡ・コンセプトカー

まず1964年、オートショーにてチャージャーのコンセプトカーが登場した。このコンセプトカーはBプラットフォーム（インターミディエイト）を使用したダッジ・ポラーラがベースであり、それをロードスタースタイルにしたものであった。翌1965年には市販モデルに近い状態にブラッシュアップされた「チャージャーII」を発表する。
これらのコンセプトカーを経た後、ダッジ販売店側からの要望を調整し、チャージャーは1966年に発売された。販売後そのパワーが市場に受け、大ヒットを果たす。だが1970年代に入るとオイルショックの影響を受け大幅なパワーダウンを果たし、その際モデルが2系統に分離する。その後何度もボディデザインの変更が行われ、デビュー当初から大幅にスタイルが変わっていった。

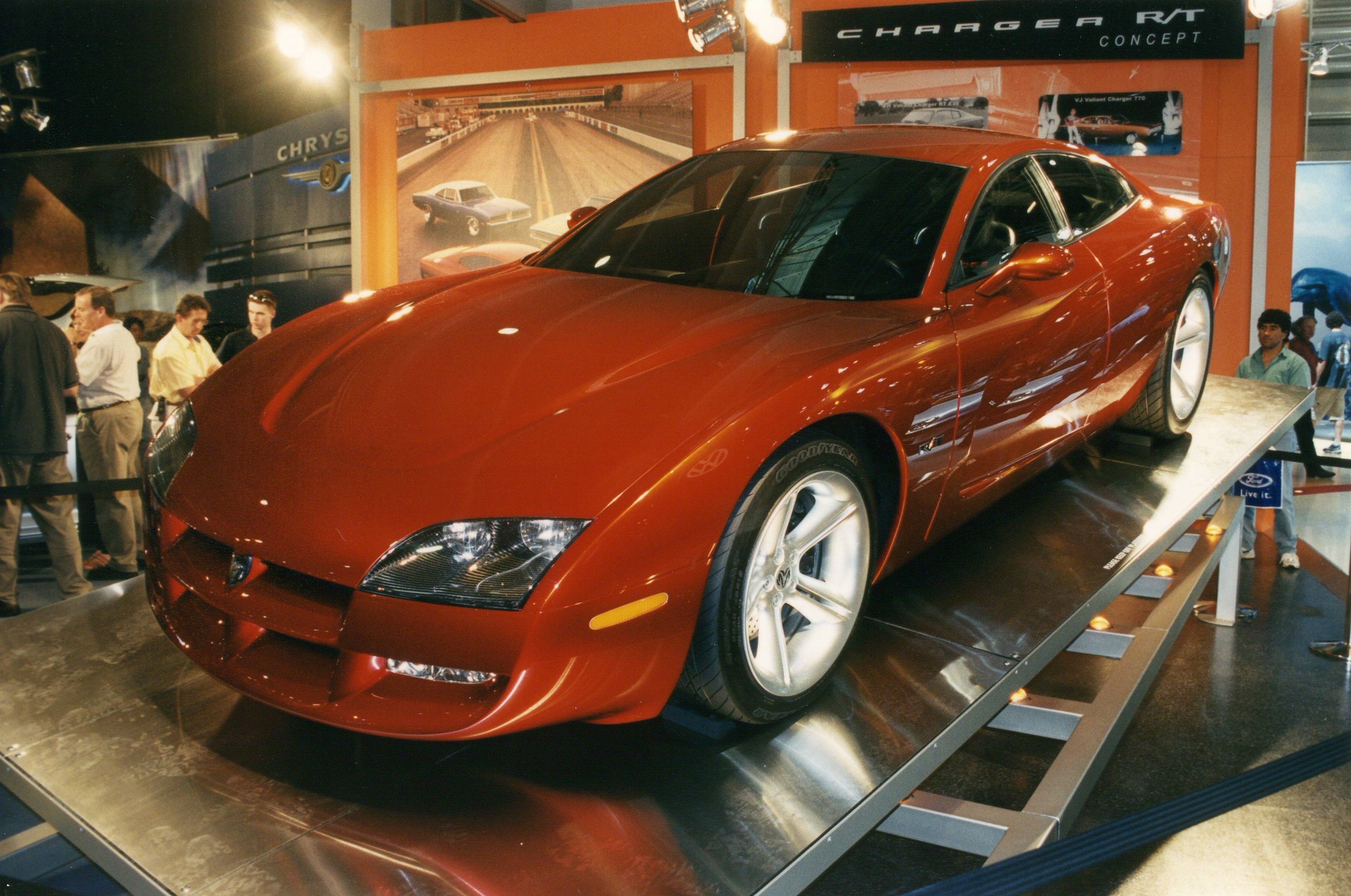
ダッジ・チャージャーR/T CNG車コンセプト

1980年代には2代目がデビューするが、初代とはうって変わってFFベースのサブコンパクトであるダッジ・オムニの上級グレードとして設定され、かつて隆盛を誇ったマッスルカーのイメージは無くなる。その後1987年に生産を終了、しばらくチャージャーの名は表舞台から姿を消すこととなる。
しかし1999年に突如コンセプトモデルとして復活、2000年のシドニーモーターショーなどで公開されてしばらくして、2005年から4ドアセダンとなり市販されるに至った。

## 初代 B-Body時代（1966年 - 1978年）
1966年に登場。セダンのコロネットをベースに2ドアファストバックのボディを架装したものである。
全グレードでV型8気筒エンジンを搭載しており、最上級モデルには426Hemiエンジンを積むストリートバージョンが設定された。このモデルは400馬力を超えるパワーを持ち、停止状態から時速60マイル（約96km）まで6秒弱で加速するという、当時としては強烈なパワーを誇った。
翌1967年には排気量440cui（=7210cc）のマグナムV8エンジンを搭載するチャージャーR/Tが登場。独特な外装が与えられたモデルで、現在でもチャージャーの代名詞的存在として人気が高い。1971年にはスーパー・ビーのベース車がコロネットから本車に切り替えられた。
強力なエンジンを積んだチャージャーはレース関係者の目にも留まり、NASCARなどでの使用を意識したモデルチェンジがなされるようになる。特に1969年に登場したチャージャー500はレース指向が強く、これをベースにダッジ・チャージャー・デイトナ（及び兄弟車のプリマス・スーパーバード）が発売された。ボビー・アイザックが1970年のチャンピオンを獲得。これらのモデルがダッジにおいて現代まで受け継がれている「レースと市販車の距離が近い」というイメージを決定づけていく。
初代はモデルチェンジを繰り返しながら1978年まで生産された。なお初代はスティーブ・マックイーンが主演した1968年の映画『ブリット』にも登場、マックイーンが運転するマスタングGT390とカーチェイスを演じているほか、1979年のアメリカのTVシリーズ『爆発!デューク』では主人公の愛車「ゼネラル・リー」として登場、さらに2001年に公開された映画『ワイルド・スピード』では主人公の一人であるドミニク・トレットの愛車としても登場し、映画・TVでのカーチェイス場面で多く使用された。
モァパワーの象徴であったチャージャーであるが、それが続いたのも1960年代までで、1970年代に入ると排気ガス規制（マスキー法）とオイルショックによる影響で、チャージャーは1972年から1975年にかけて大幅なパワーダウンを余儀なくされた。かつては400馬力を誇ったパワーは140馬力へと大幅にパワーダウンされ、ボディデザインもそれにあわせて段階的に変更された。
さらに1975年からはベーシック系「チャージャー」や「チャージャー・スポーツ」とラグジュアリー系「チャージャー・SE」が完全に差別化されたことにより、同名車種を冠しながら2種類のモデルへと分かれる。ベーシック系のチャージャー、チャージャー・スポーツは姉妹車であるコロネットとほぼ同一のデザインとなり、エンブレムなどが違う程度のものであった。一方、ラグジュアリー系のチャージャー・SEは、それまでがチャージャーの通常モデルに豪華装備を増やしたのみであったのに対し、1975年からは同一プラットフォームではあるがデザインは全く異なり、さながら別の車のようであった。ただ、チャージャー・SEは同じくして姉妹車として同時に販売開始されたクライスラー・コルドバと姉妹車の関係にあった。
1976年、オイルショックからの一時的な脱却が果たされ、クライスラー・プリマス・ダッジの大型車販売が伸びたため、ベーシックなチャージャー／チャージャースポーツの販売は終了する。これらの後継車は、新しく開発されたMプラットフォームを使用したダッジ・ディプロマットとなった。
ベーシックモデルが生産終了となった後もチャージャーSEは生産を継続し、1977年にはチャージャーSEをベースにダッジ・チャージャー・デイトナの名前が復活する。チャージャー・デイトナの名前は1969年以来であった。オイルショックはの影響からは脱却しつつあったものの、再来を恐れたためかつてのチャージャー・デイトナのようにロングノーズ、ビッグウィング、ハイパフォーマンスV8などは使われなかった。ボディーには大きなストライプが飾られ、サイドに「Charger Daytona」の文字が飾られた。
1978年、チャージャーSEは生産終了する。チャージャーSEの後継モデルは、同じB-Bodyを使用したダッジ・マグナムであった。
なお、1970年から1981年まで、ダートのスペシャル・オプション・パッケージのハードトップ版が、チャージャーの名でブラジルの現地法人で生産されていたことがあった。
1970年代のチャージャーの生産台数はわずか5万台ほどと少ない。そのためレストアするには交換用パーツが少なく、非常に困難な車の一つとなっている。

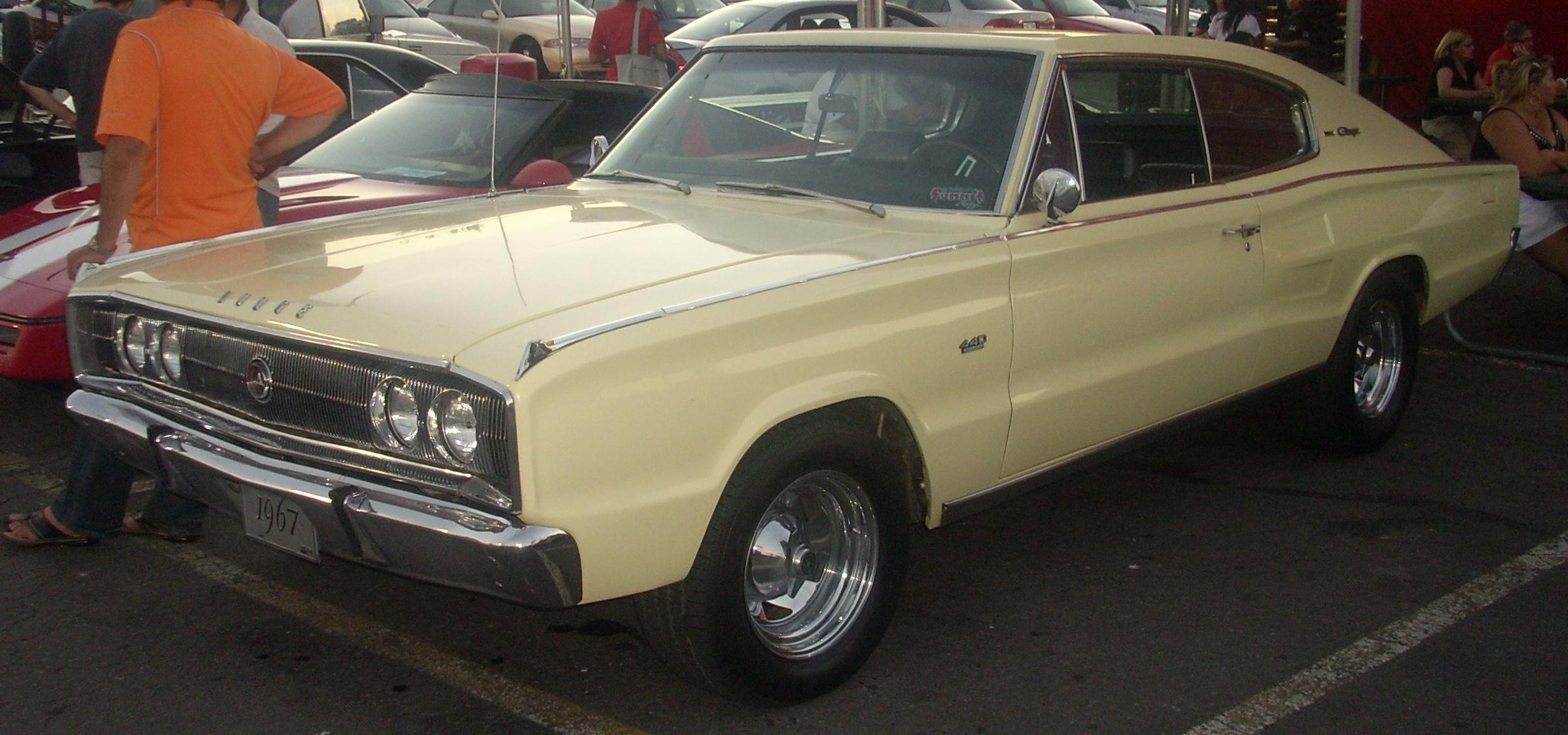
1967年型　チャージャー
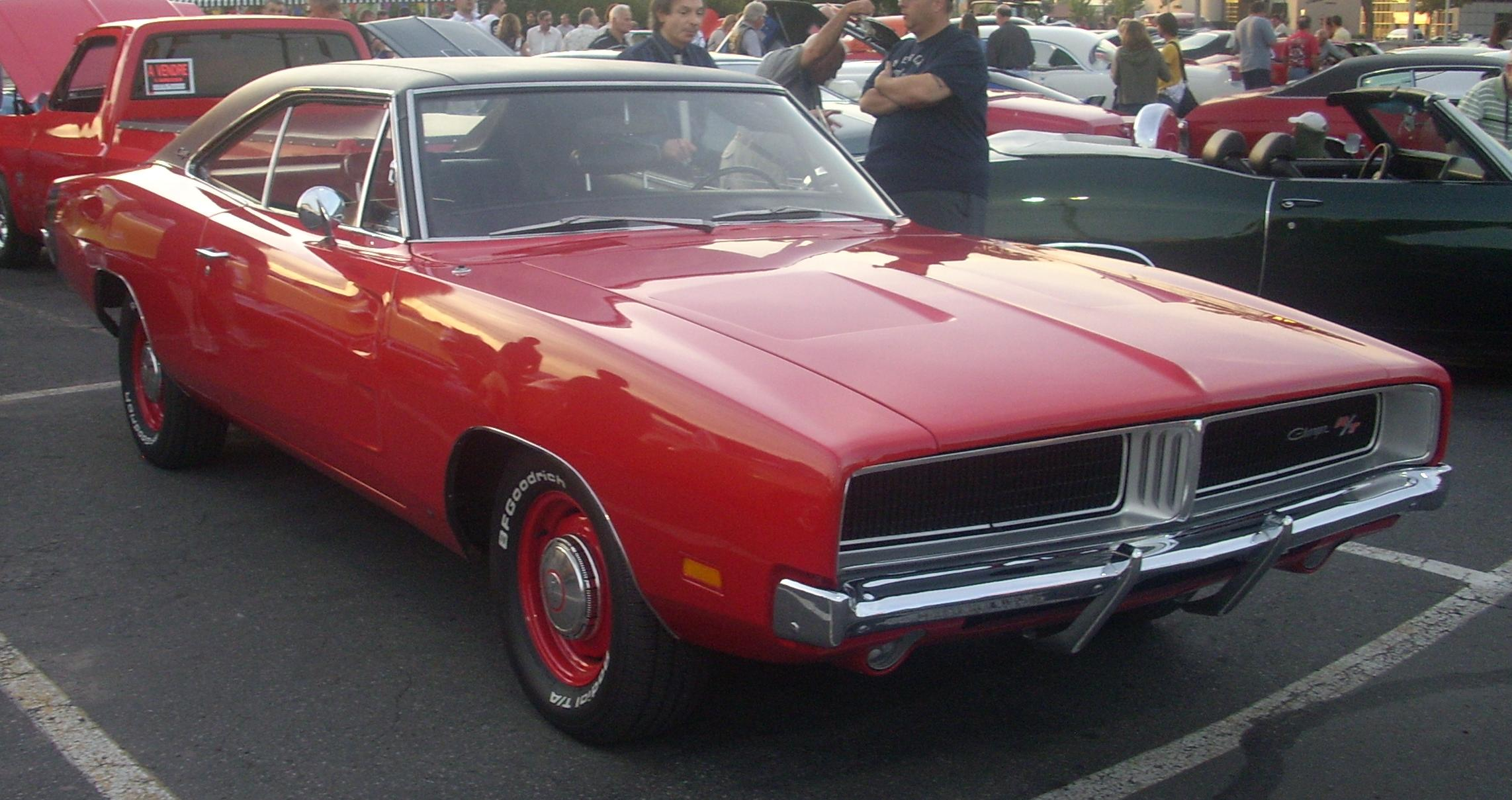
1969年型　チャージャー R/T
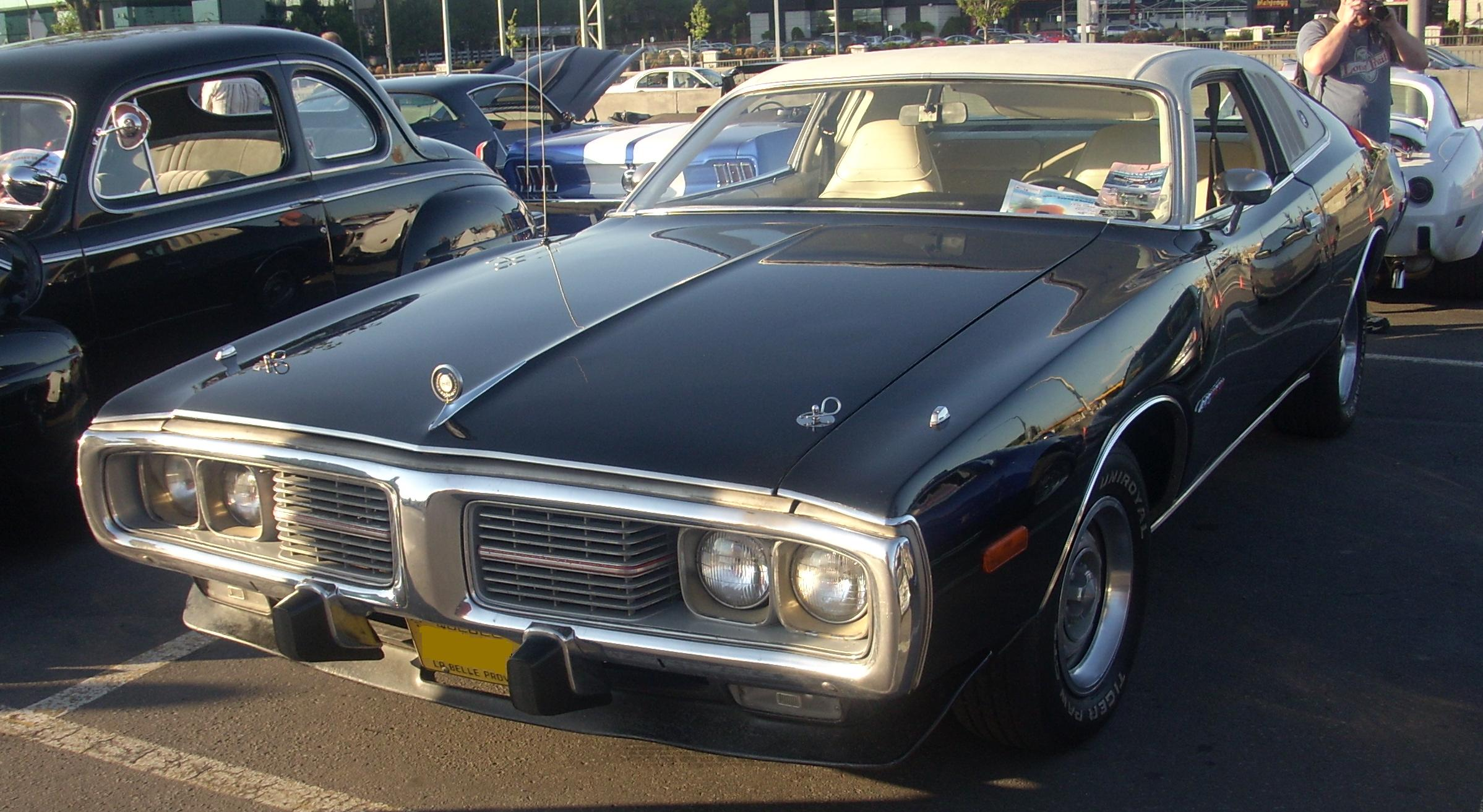
1974年型　チャージャーSE
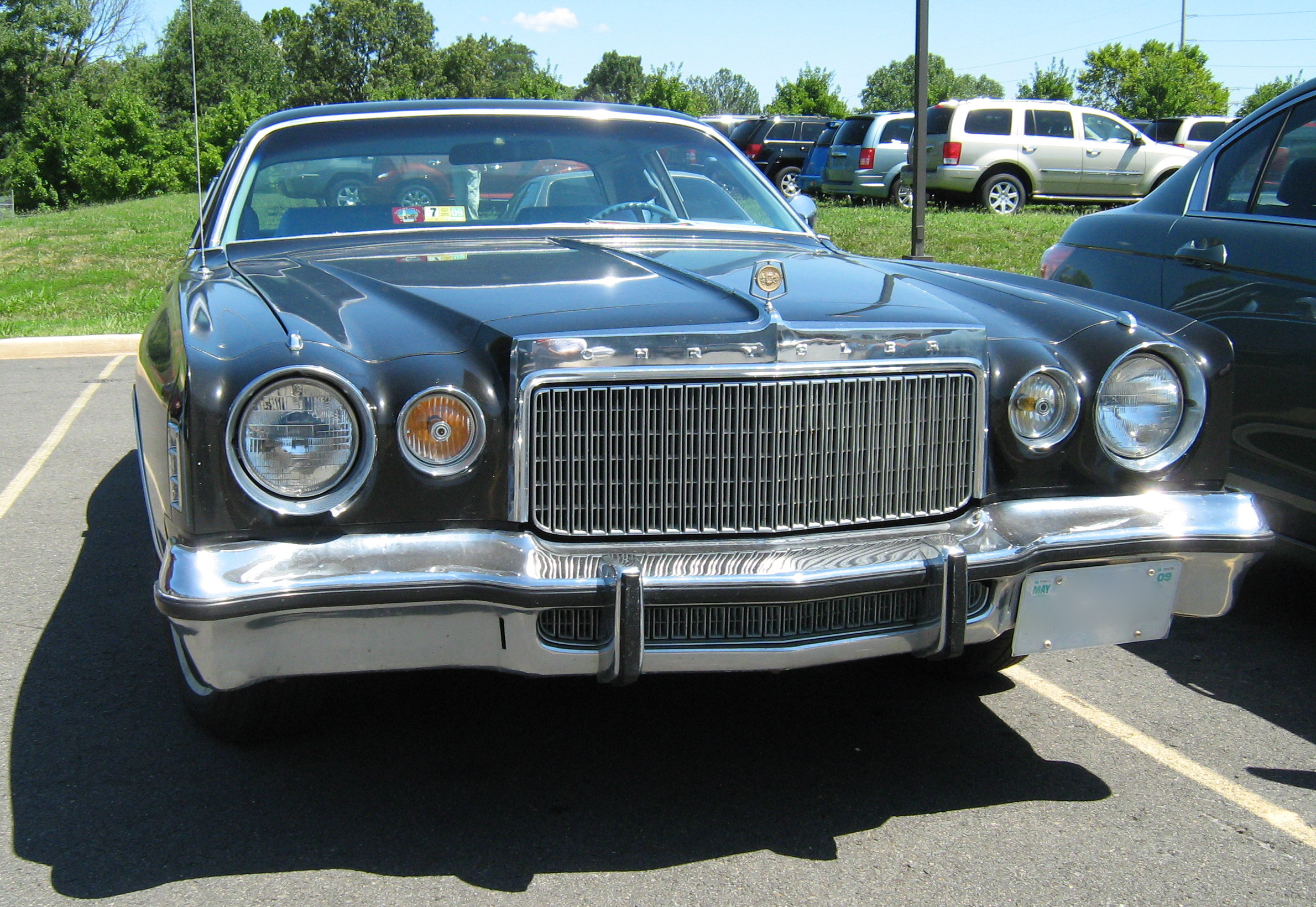
1975年型　クライスラー・コルドバ。　ダッジ・チャージャーSEの姉妹車であり、異なる部分はグリルとエンブレムのみ。
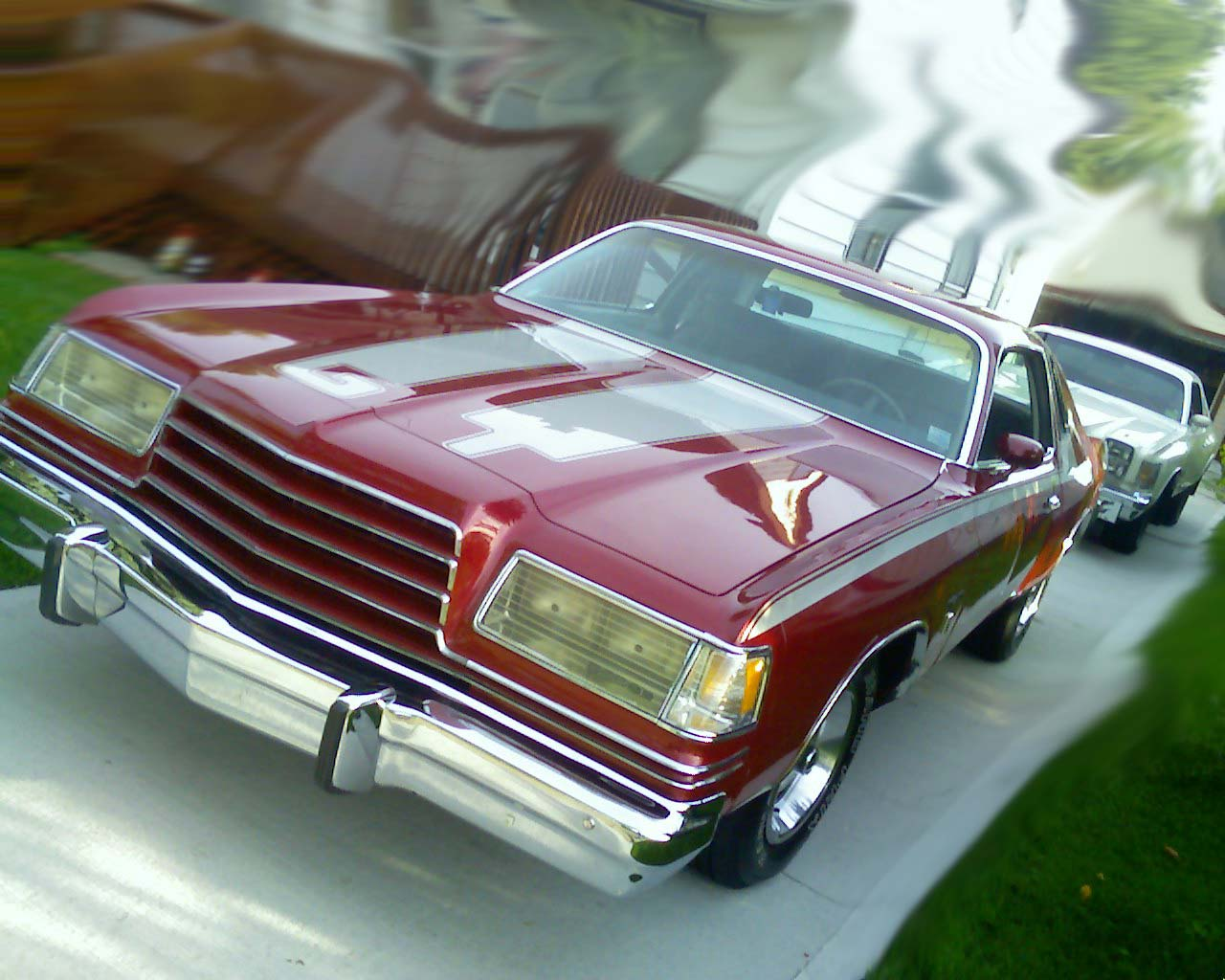
チャージャーSEの後継車であるダッジ・マグナム（1979年型）

## 2代目 L-Body時代（1982年 - 1987年）
1982年、今までダッジから3ドアのハッチバックとして販売されていたダッジ・オムニの上級グレードであった「オムニ・024」が「オムニ・チャージャー」へと名を変える。
翌1983年、オムニの文字が外れ、単にチャージャーと言う名称となった。
先代モデルとはうって変わり、本モデルはFRではなくオムニと同じくFFレイアウトのLプラットフォームを使用していたため、サブコンパクトのジャンルに入っており、パワーも大きく縮小していた。またボディスタイルはオムニ024と基本的に同一であったが、デザインは差別化が図られており、特にフェイス周りはまったく異なっていた。なお、プリムス・ツーリスモ・ダスターとは姉妹車である。
ラインナップはベースモデルであるチャージャー、チャージャー2.2、そして、キャロル・シェルビーがチューンした"ダッジ・シェルビーチャージャー"というモデルが存在した。
「シェルビーチャージャー」は通常モデルのスポーツパッケージという位置付けで、スタイルが専用のものへと変わり、エンジンのパワーは107馬力まで引き上げられ、サスペンションは通常よりハードなものへと変更し、マニュアルミッションのギア比も見直された。なお、シェルビーチャージャーのATモデルはオプション扱いであった。
1985年、キャロル・シェルビーがシェルビーチャージャーをベースにさらにチューンを施したホットモデル"シェルビー・GLHS"が販売された。
GLHSは専用のシェルビー・エンブレムが施され、グランドエフェクトが変更されたことでスタイルがさらに大きく変わり、ターボチャージャーを搭載したことで175馬力までパワーが引き上げられた。また、コニー製ショックやZタイヤなど、足回りも見直されたことで最高速度217km/hをマークし、ベースモデルとは比較にならない性能を得るに至っている。
1987年にプラットフォームを共有するダッジ・デイトナと一本化され、生産終了となった。

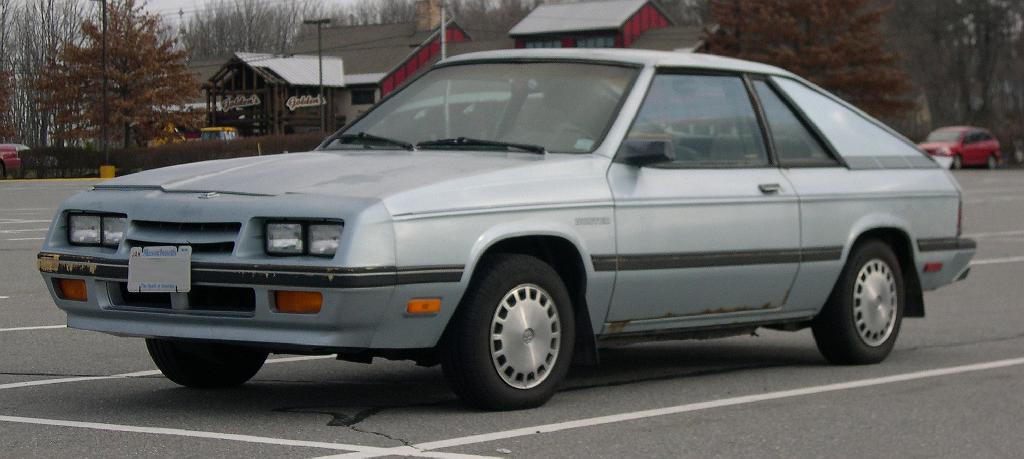
Plymouth Turismo Duster チャージャーの姉妹車であるがバッジ以外なにも変わらない

## 3代目 LX型（2005年 - 2011年）
1999年にダッジからチャージャーの名を与えられたコンセプトカーが発表され、2005年に4ドアセダンとして復活した。
ボディはドアの数こそ違えど第一世代モデルを髣髴とさせる大柄なもので、搭載するエンジンはハイパワーな設定で、往年のアメリカンマッスルカーの復活を思わせる車に仕上がっていた。シャーシはクライスラー・300、チャレンジャー、マグナムと共用のLXプラットフォームを使用している。
デビュー当初はベーシックなV6エンジンを搭載したSE及びSXTの2種類のみの設定であったが、翌2006年のシカゴ・オートショーにて、往年のスポーツグレードと同名である「チャージャー・デイトナ R/T」が発表される。排気量5.7 LのV8ヘミエンジン（350馬力）を搭載し、20インチのクロームホイールが装着されるなど、外装も差別化されている。
2005年のニューヨーク国際オートショーではSRT-8モデルも登場した。SRTとは「ストリート・アンド・レーシングテクノロジー」の略称で、クライスラーのハイパフォーマンスカー開発プロジェクトのことである。排気量6.1 L、431馬力のHEMIエンジンが搭載され、ブレンボ製のブレーキを採用しており、パフォーマンスは往年のマッスルカーを大きく凌ぐ。さらに2009年にはSRT-8をベースとしたチャージャー・スーパービーの名前を持つモデルが登場、1000台限定で販売された。
なお、チャージャーはフォーミュラD（アメリカ版プロドリフト選手権）にも参戦しており、スウェーデン人ドライバーのサミュエル・ヒュビネットにより、2006年後半からチャージャーをベースとしたドリフト車がデビューした。FRで大排気量エンジン搭載かつ自然吸気でも500馬力を誇っている。また、デイトナR/Tと同じデザインを持つマシンがNASCARにも参戦していた。
本モデルから日本へも正式に導入されたが、2009年にクライスラーが連邦倒産法第11章を申請したことにより、2010年モデルの導入そのものが凍結された。

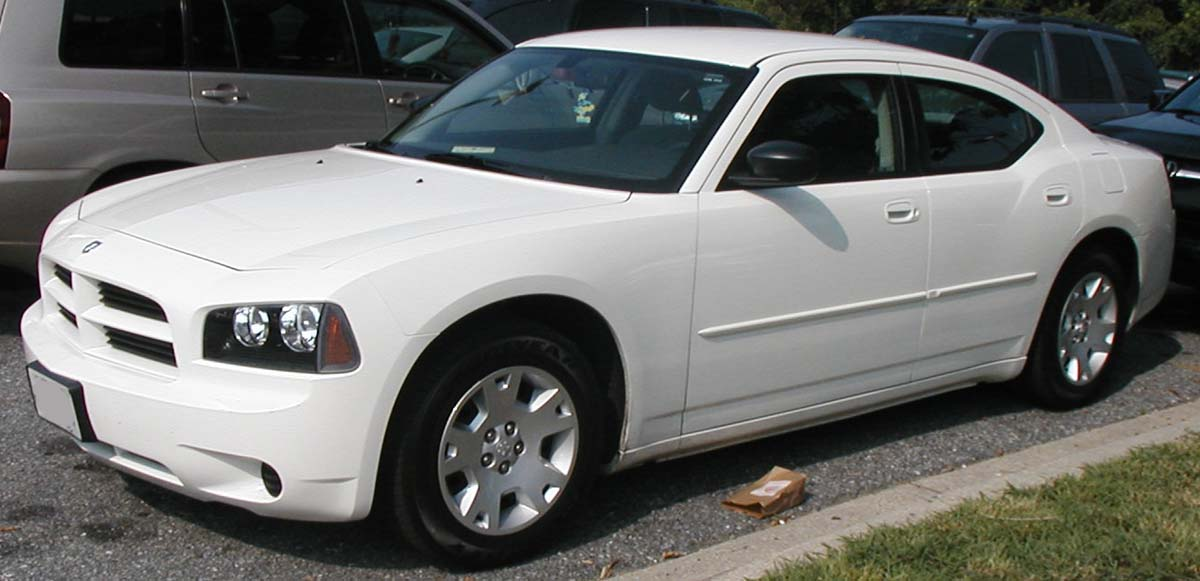
チャージャー SE
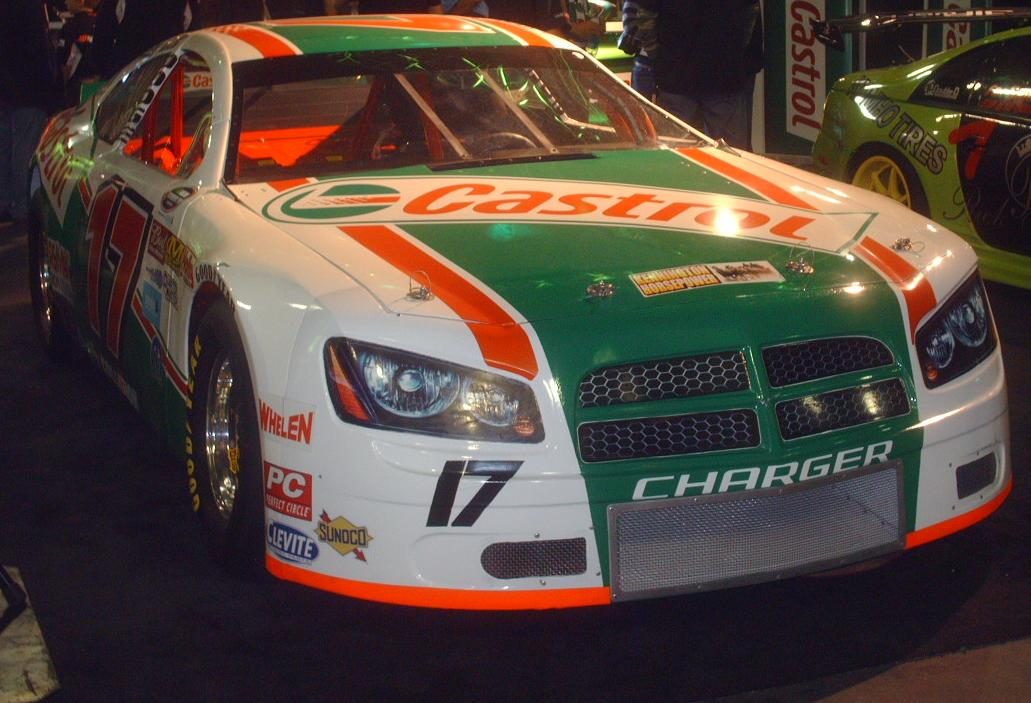
チャージャー・ナスカー

### Daytona Edition

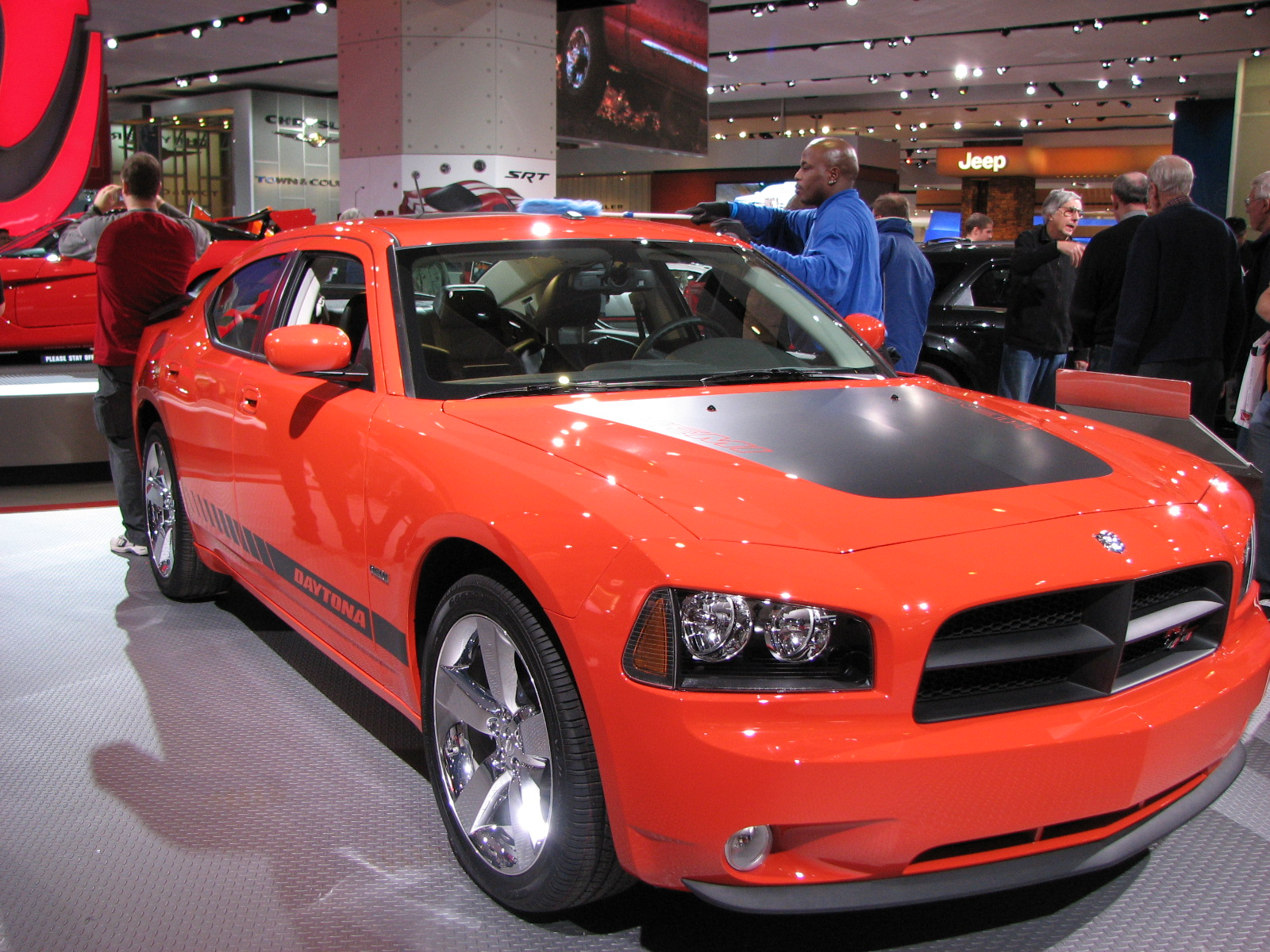
Daytona_Edition

R/Tをベースに20インチホイルとスポーツサスペンション、専用マフラー、リアウィングを装備した限定車両で馬力が約10Hpアップしている。また、運転席と助手席のシートにDaytonaの刺繍が入り、助手席側のダッシュボードにシリアルナンバー入りのプレートが設置される。各年式毎に限定色を設定し、ボンネット、サイド、テールに専用デカールを使用している。
2009年の連邦倒産法申請と共に販売を一時終了した。
年式と生産台数と限定色名
- 2006年　2000台　TorRed（赤）　/　4000台　GoManGO（オレンジ）　/　4000台　TopBanana（黄）
- 2007年　1400台　PlumCrazy（紫）　/　1500台　Sublime（ライムグリーン）
- 2008年　1650台　HemiOrange（オレンジ）
- 2009年　400台　　StoneWhite（白）

### 警察仕様車
このモデルにはパトカー仕様がある（Dodge Charger (LX) Police package versionも参照）。エンジンは5.7 LのV8ヘミエンジンと、3.5LのV6。内装も基本的には民間モデルと共通だが、無線機や端末などをセンターコンソール部分に設置するため、シフトレバーがコラムシフトになっている点などが異なる。アメリカ国内のいくつかの警察、保安官、ハイウェイパトロールにおいて、捜査用や警邏用車両としての採用実績がある。
2006年8月、アメリカ最大の警察機関であるニューヨーク市警察（NYPD）が15台を試験的に導入した。その際の調達価格は一台あたり$28,511であった。

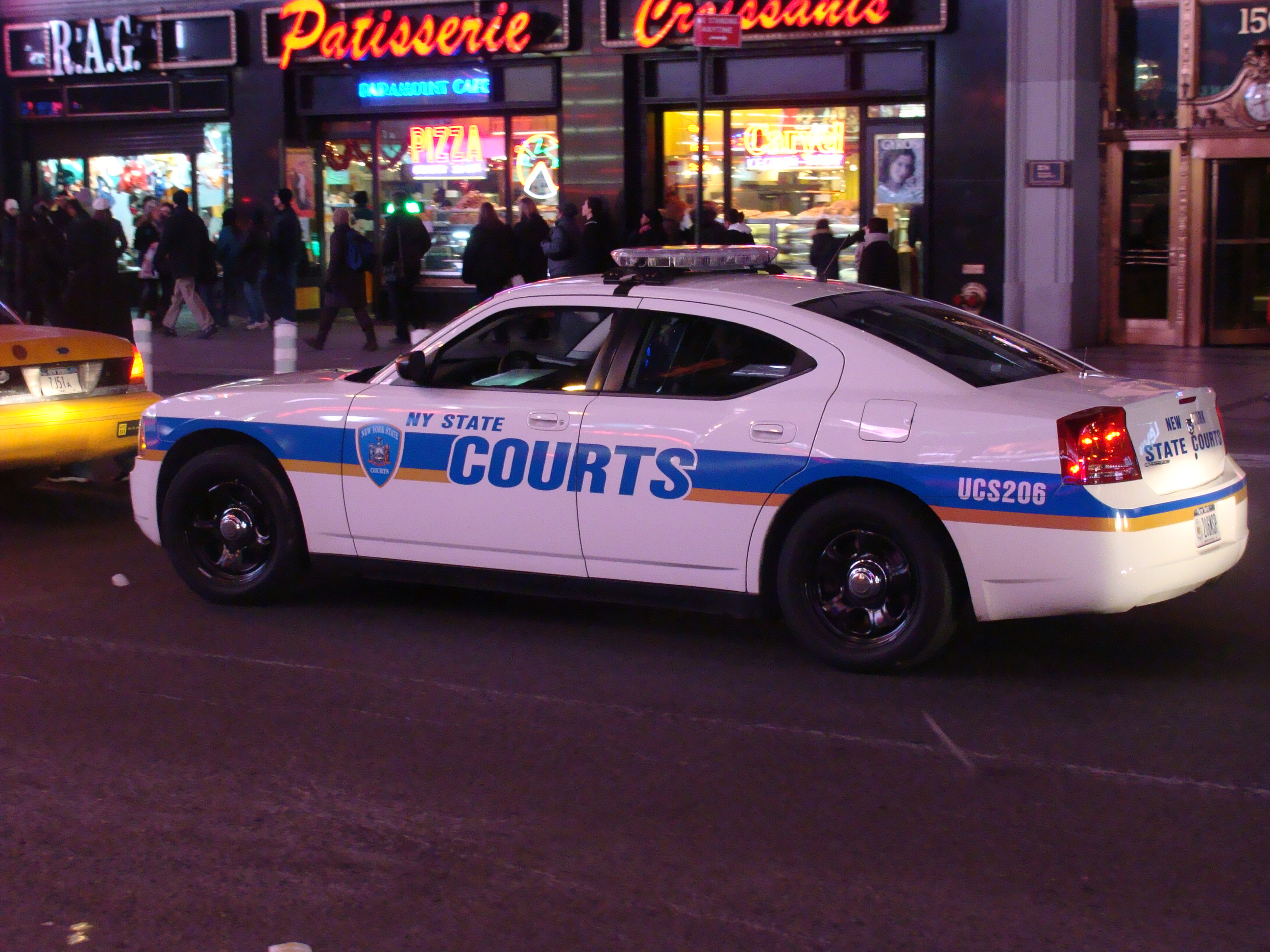
ニューヨーク州警察
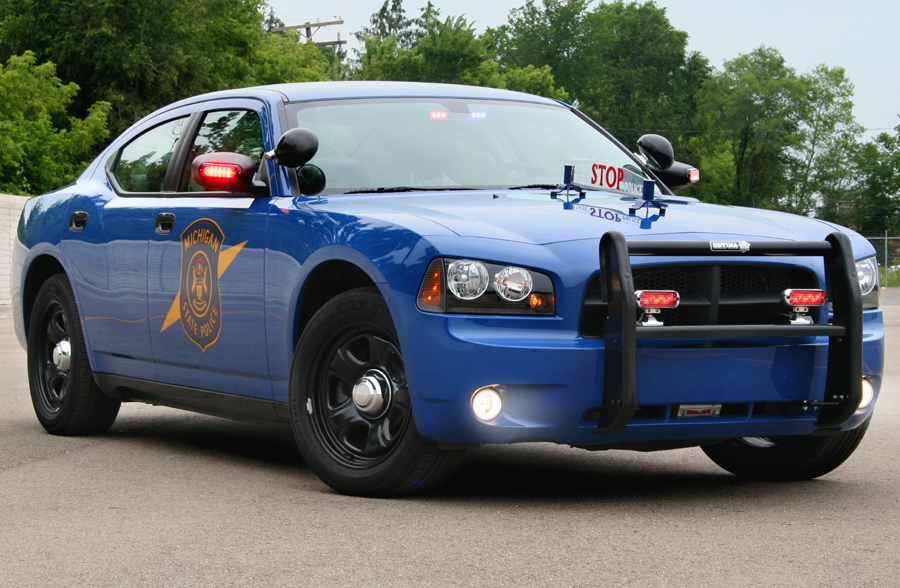
ミシガン州警察

## 4代目 LD型（2011年 - 2023年）
2010年11月に発表され、2011年モデルより販売開始。外観は先代の印象を受け継ぎつつ、テールライトが「サーキットテール」と言われる横長のものとなり、ヘッドライトの意匠もやや変更された。機構ではV6の排気量が100cc増の3600ccになり、またV6とV8共に可変バルブ機構が搭載され、いずれも出力が向上している。
2015年モデルは大幅なマイナーチェンジが行われ、フロントマスクのデザインが大きく変更された。その他のボディパネルに関しても一新されており、よりワイド&ローなスタイリングとなった。
2020年、オーバーフィンダーを備えたワイドボディを追加。
2023年、生産終了。V8エンジン搭載の最終型となった。

### Hellcat
2014年に発表された、チャージャー史上最強クラスの性能を誇るハイパフォーマンスモデルである。
6.2Lのヘミエンジンをベースに、クライスラーの高性能モデル開発チーム・SRTがスーパーチャージャー装着等のチューニングを施し、最高出力717 PS、最大トルク81.6 kgfmを発生させる。そこに強化型の8速ATが組み合わされることで、0-60マイル（0-97km/h）加速タイム3.7秒、最高時速328km/hというパフォーマンスを発揮する。

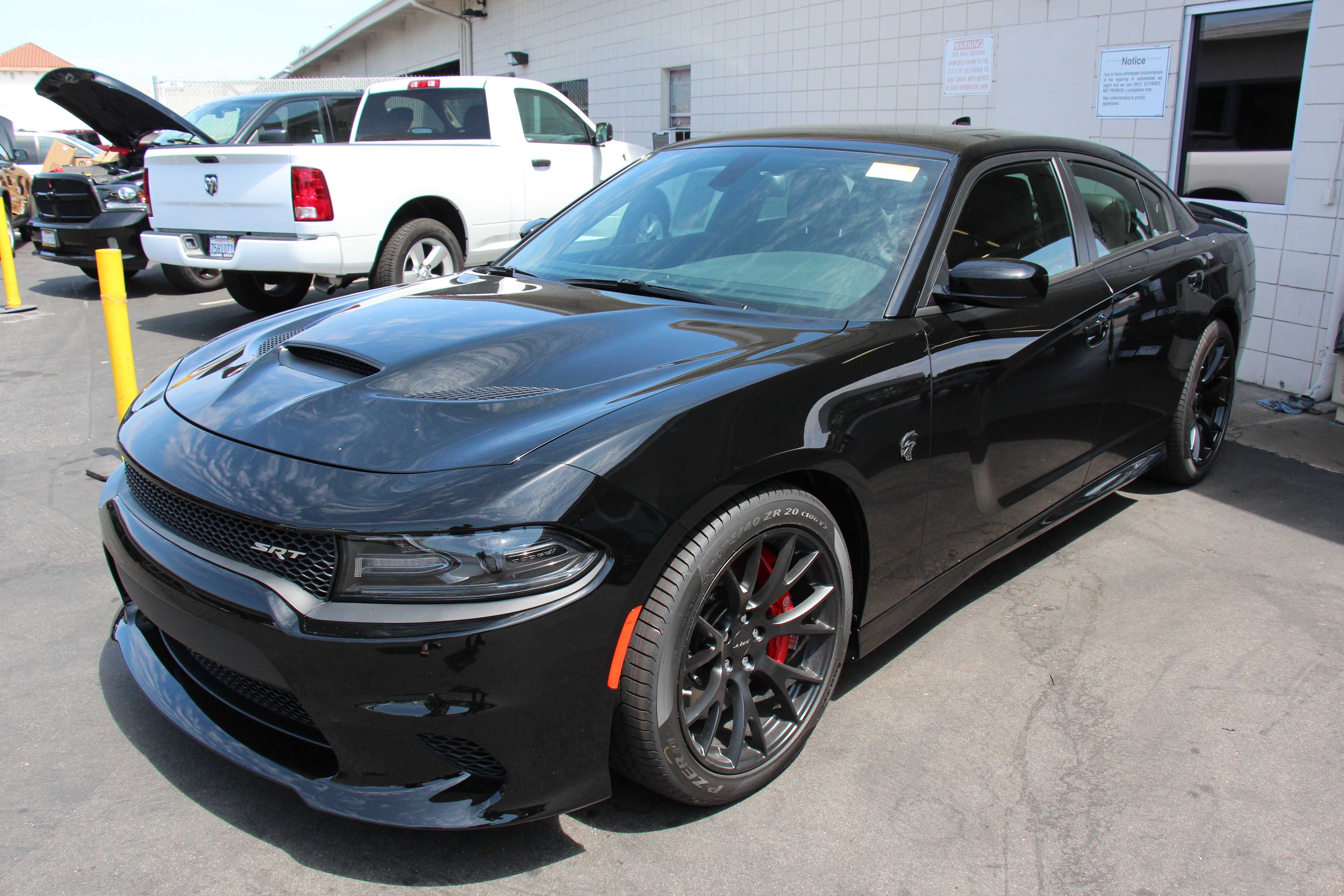
Charger SRT Hellcat (フロント)
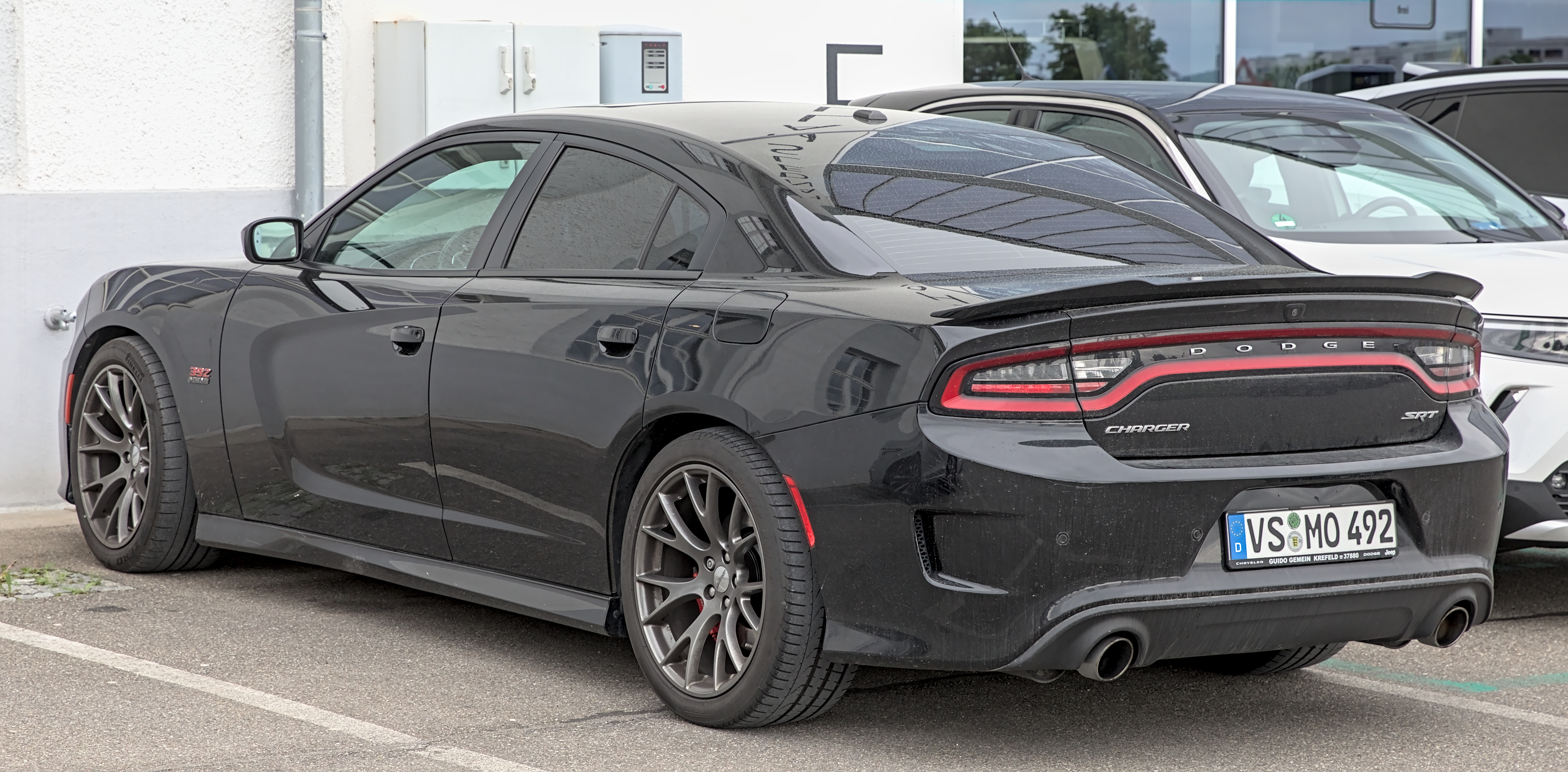
Charger SRT Hellcat (リア)

### 警察仕様車

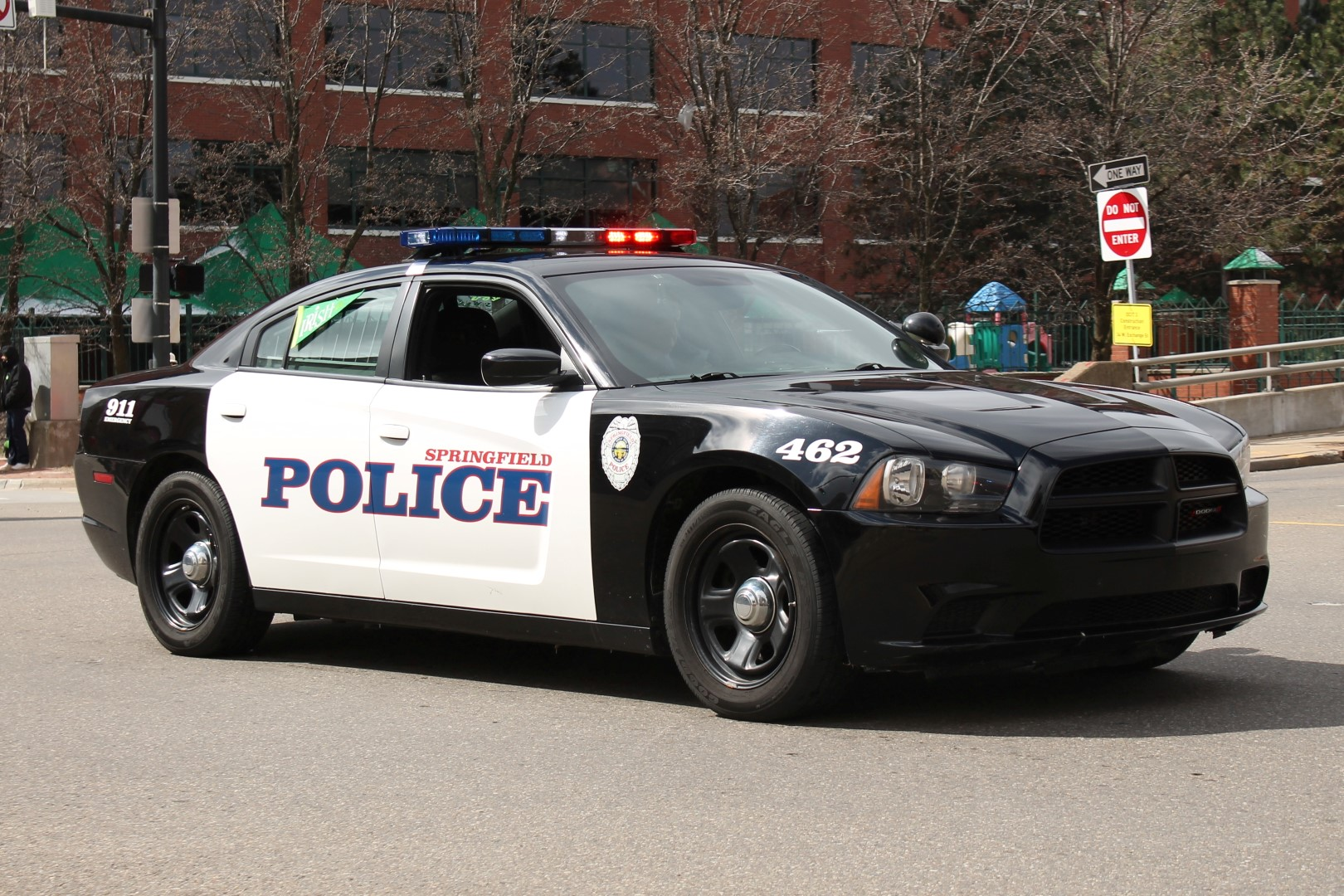
オハイオ州仕様
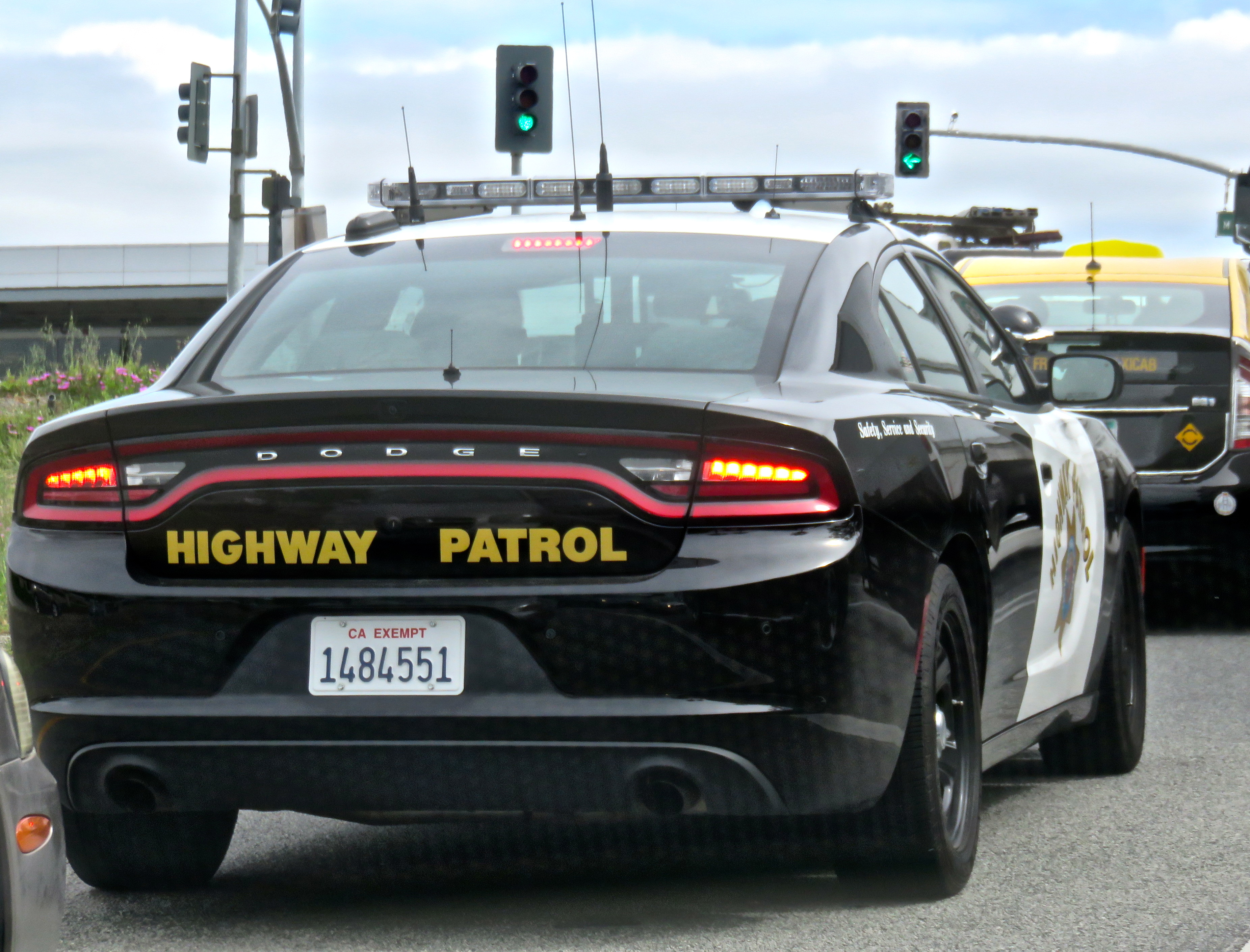
カリフォルニア州仕様
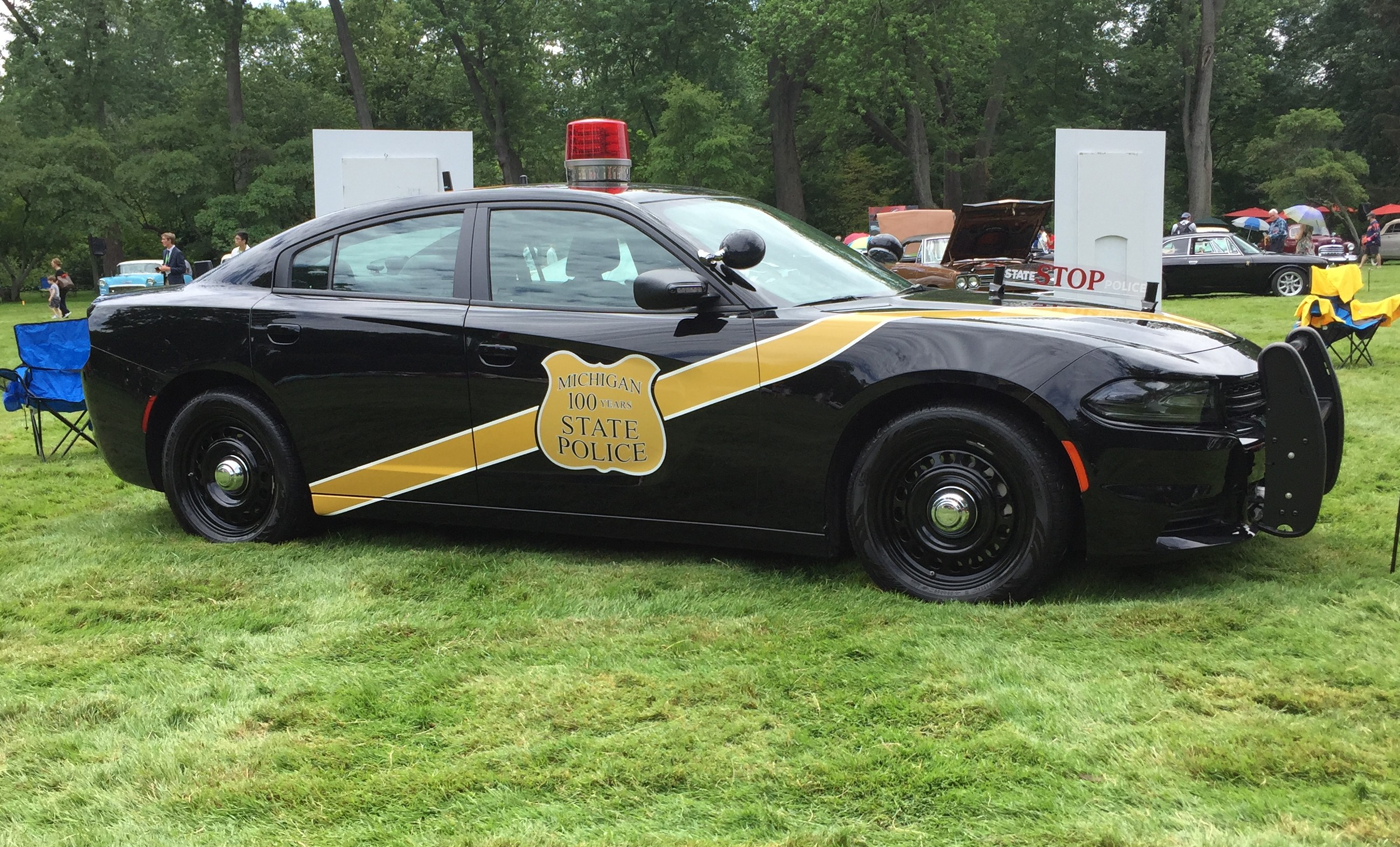
ミシガン州100周年記念リバリー
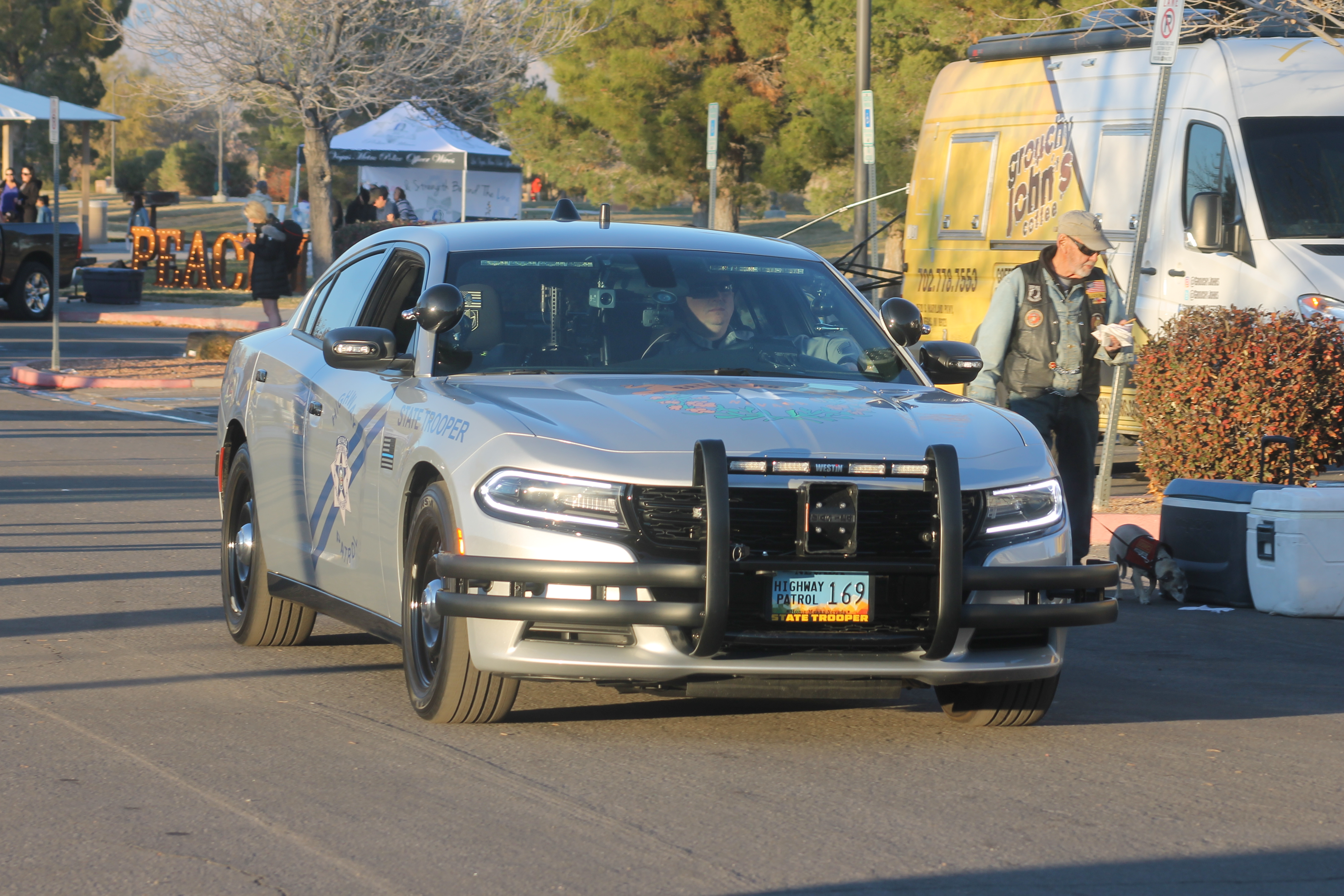
ネバダ州仕様
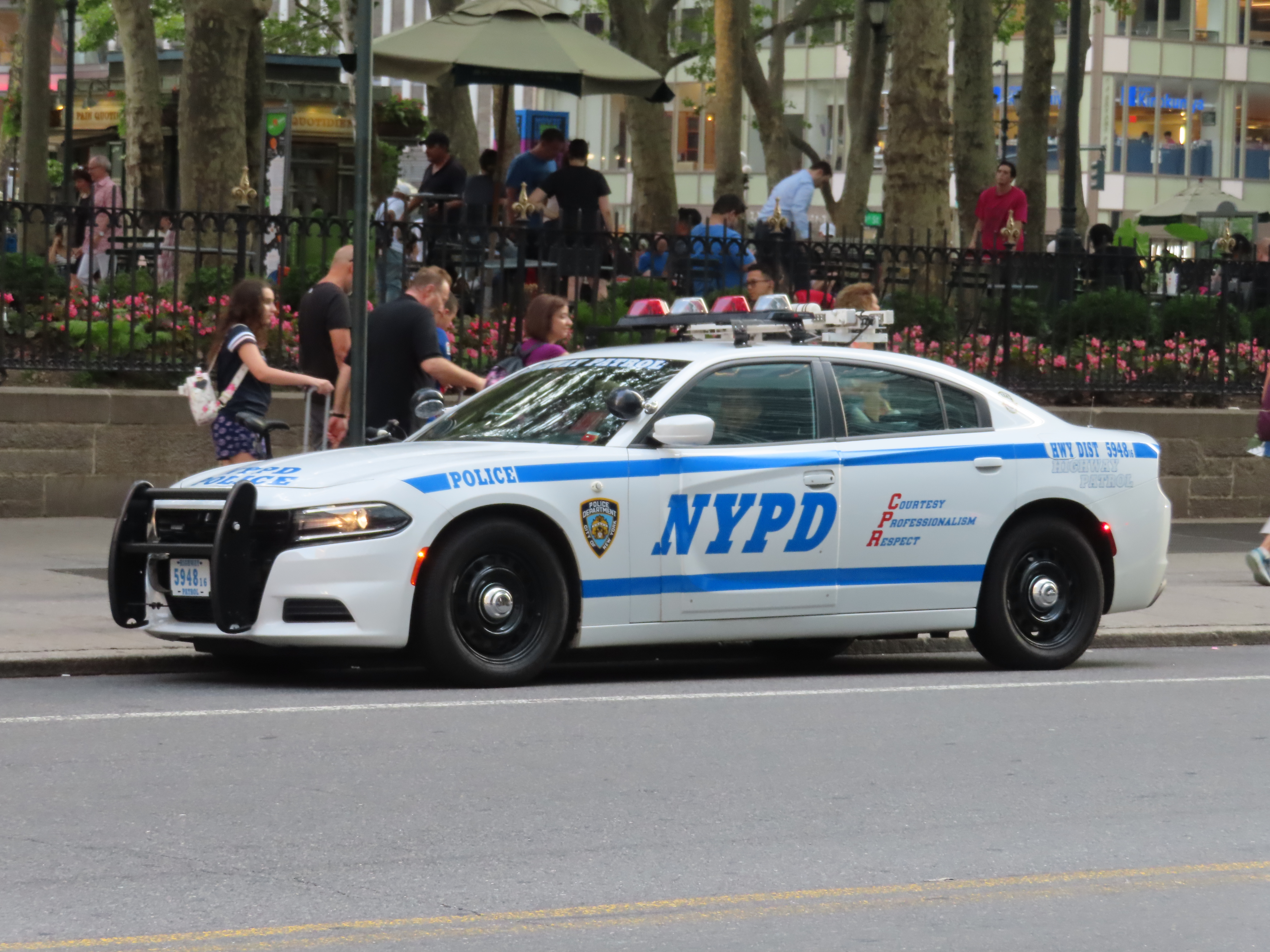
ニューヨーク州仕様
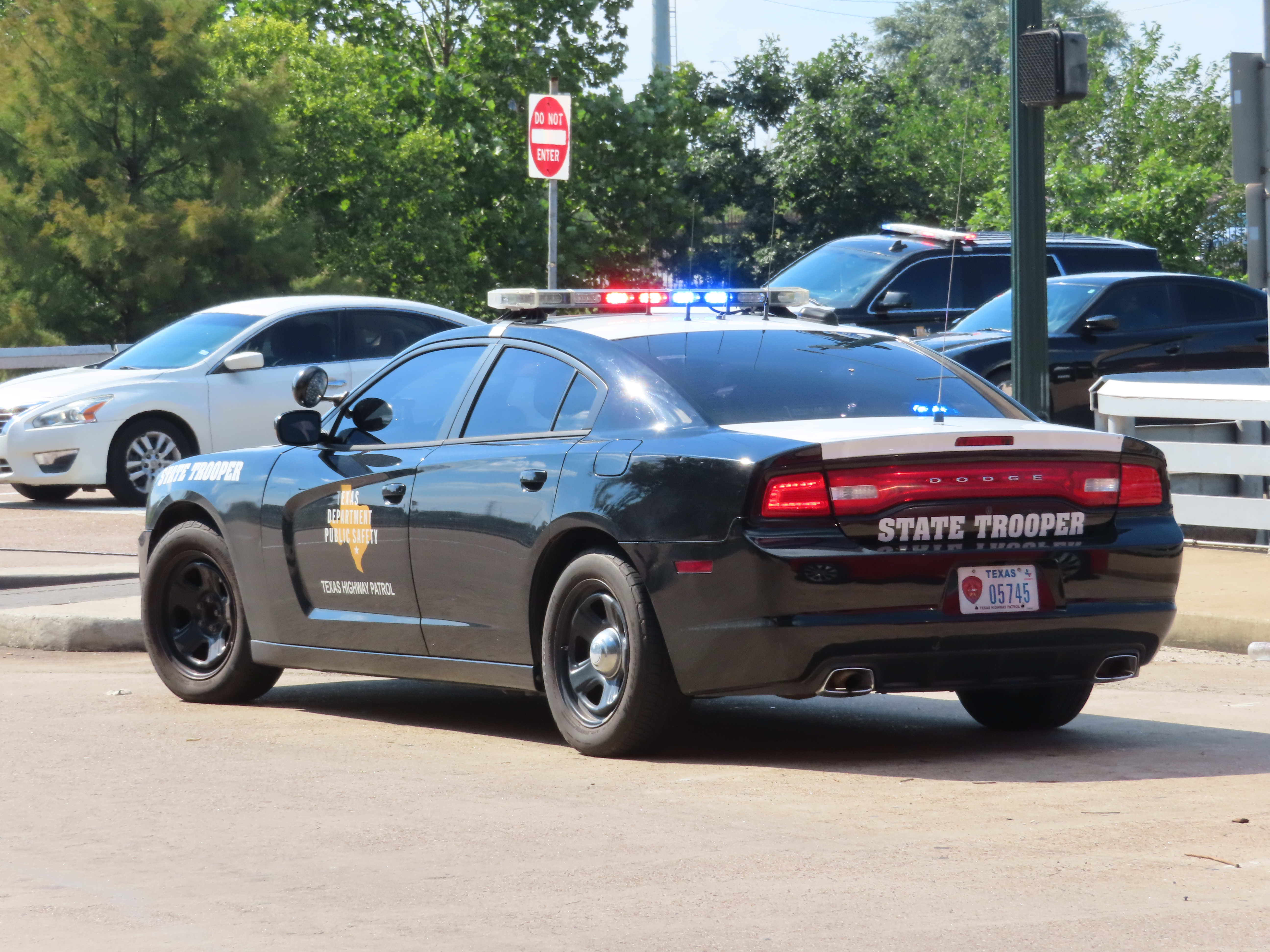
テキサス州仕様

## 5代目 (2024年 - )
2022年8月、「チャージャーデイトナSRTコンセプト」として電気自動車仕様のコンセプトモデルを発表。
米国時間2024年3月5日、市販車仕様が発表され、同年後半からEVモデルの2ドアを、2025年から4ドアと、直列6気筒3Lツインターボエンジン「ハリケーン」を搭載した仕様（「シックスパック」）を発売予定。2ドアモデルの導入に伴い、実質的にチャレンジャーの後継車種も兼ねることとなった。

## 日本への導入
2007年6月30日にダイムラー・クライスラー日本（当時・現・Stellantisジャパン）が、ダッジ・ブランドの再導入に併せて、第3世代が日本市場に初めて導入された。導入時のグレードは最上位のSRT-8のみで、左ハンドル仕様での導入となった。
初年度の輸入台数が少なかったせいか早期完売となり、販売市場の要望により同年12月26日に2008年モデルが導入する形となった。2008年モデルから新たにR/Tが追加され、こちらも左ハンドル仕様のみの導入となった。